# Oktaedryty

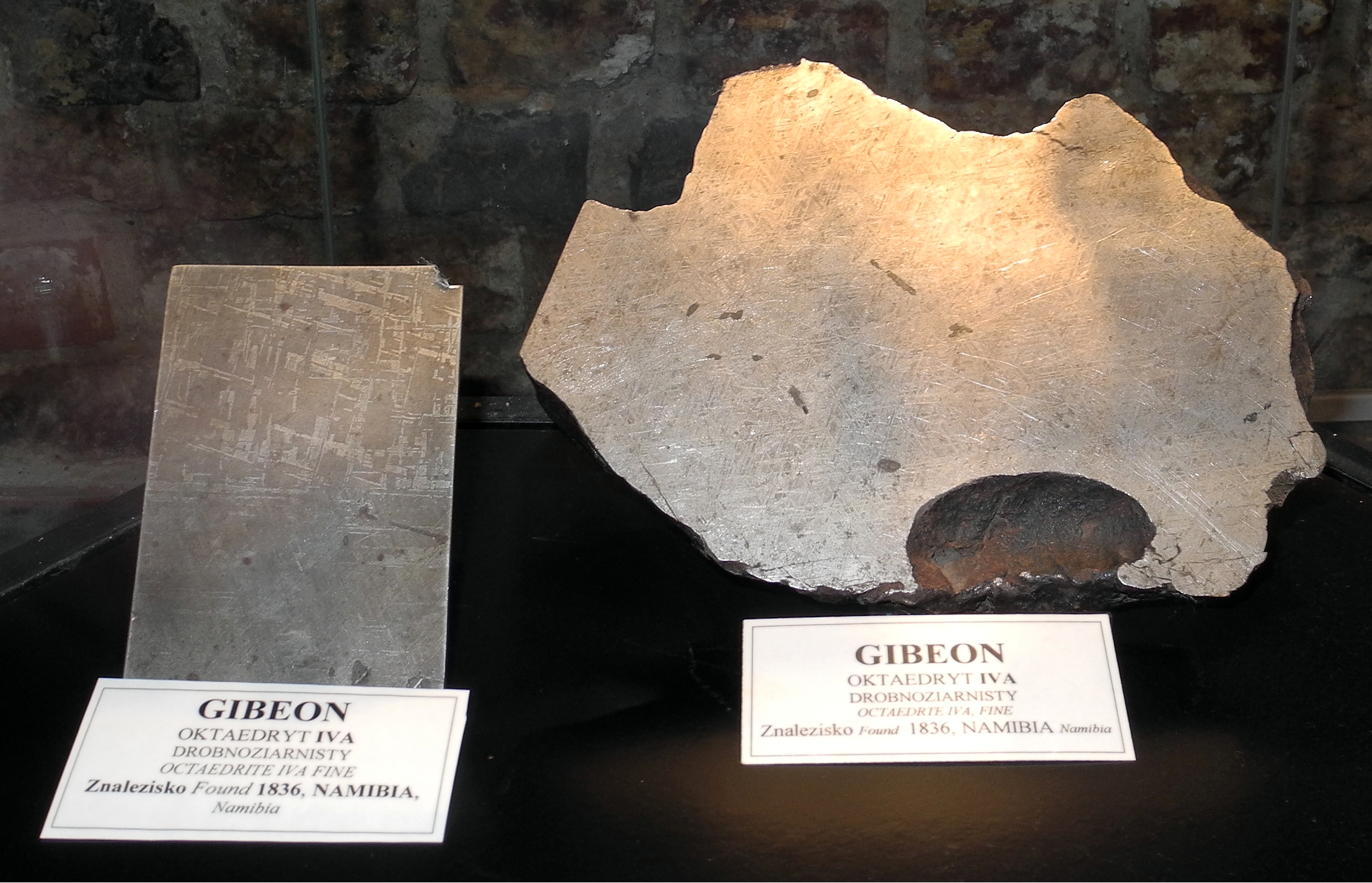
Oktaedryty w Muzeum Minearologicznym we Wrocławiu

Oktaedryty − według klasyfikacji meteorytów grupa meteorytów żelaznych. Posiadają dwa minerały podstawowe: kamacyt i taenit. W oktaedrytach jest większa zawartość taenitu niż w heksaedrytach. Po przecięciu meteorytu należącego do tej grupy widoczne są figury Widmanstättena.
W zależności od szerokości pasm kamacytu oktaedryty można podzielić na:
- oktaedryty najbardziej gruboziarniste (inne nazwy: bardzo gruboziarniste lub kawalaste, ang. coarsest octahedrites) w katalogach oznaczone symbolem Ogg,
- oktaedryty gruboziarniste (ang. coarse octahedrites) w katalogach oznaczone symbolem Og,
- oktaedryty średnioziarniste (ang. medium octahedrites) w katalogach oznaczone symbolem Om,
- oktaedryty drobnoziarniste (ang. fine octahedrites) w katalogach oznaczone symbolem Of,
- oktaedryty plesytowe (ang. plessitic octahedrites) w katalogach oznaczone symbolem Opl.